# CeasaMinas
A CeasaMinas (Centrais de Abastecimento de Minas Gerais S/A) é uma sociedade de economia mista do governo federal, sob a supervisão do Ministério da Agricultura, Pecuária e Abastecimento - MAPA. É a maior empresa de distribuição de alimentos hortifrutigranjeiros de Minas Gerais.

## Histórico
A CeasaMinas foi constituída em 1971, por meio da Lei Estadual nº 5.577, de 20 de outubro de 1970, entrando em operação em 28 de fevereiro de 1974.
O estatuto registrado em 1971 estabelecia que o estado de Minas Gerais tinha 51% das ações e a Companhia Brasileira de Alimentos (Cobal), 49%.
Em 2000, a CeasaMinas é federalizada. Seu controle é repassado para o governo federal, após negociação com governo estadual na qual foi assinado um Contrato de Compra e Venda, como pagamento de dívidas contraídas com o Tesouro Nacional.

## Atividades
A empresa executa a política e o controle do abastecimento sob supervisão do  Ministério da Agricultura, Pecuária e Abastecimento (MAPA), buscandoː
- Oferecer local adequado para produtores rurais e comerciantes atacadistas, em especial os de produtos hortigranjeiros para que pudessem desenvolver suas atividades, visto que este comércio já ocorria de forma desorganizada na região central da capital mineira; [2]
- Produzir informações mercadológicas e estatísticas do segmento, principalmente para eventuais tomadas de decisões estratégicas, por parte do poder público; [2]
- Garantir à população acesso á produtos (em especial os hortigranjeiros) de qualidade, com regularidade na oferta e preços, reduzindo, pois, eventuais desabastecimentos do mercado.[2]

## Unidades
Os entrepostos da CeasaMinas são um importante ponto de acesso ao mercado para os produtores rurais dos municípios de Minas Gerais e, consequentemente, para a geração de emprego e renda.
A CeasaMinas tem seis entrepostos em todo o estadoː
- Contagem, na Grande BH;[3]
- Uberlândia, no Triângulo Mineiro; [3]
- em Juiz de Fora e Barbacena, na Zona da Mata;[3]
- em Governador Valadares e Caratinga, no Vale do Rio Doce[3]

Na unidade da Grande BH, estão instaladas 520 empresas concessionárias atuando em segmentos de comércio de frutas, legumes e verduras, cereais, auto-atacado e serviços complementares.

## Privatização
Em outubro de 2021, o projeto de desestatização foi apresentado em audiência pública realizada em Belo Horizonte. Em novembro do mesmo ano, o Ministério da Economia publicou os estudos do Banco Nacional de Desenvolvimento Econômico e Social (BNDES) e as sugestões dos órgãos de controle.
O leilão da CeasaMinas estava previsto para ocorrer em dezembro de 2022, pela B3, a Bolsa de Valores de São Paulo.
O vencedor do leilão deverá assinar contrato de concessão de uso com o estado de Minas Gerais para operar os Mercados Livres do Produtor atualmente geridos pela empresa estatal.
A proposta de privatização foi objeto de questionamento pelo sindicato dos servidores e pela prefeitura de Contagem em razão preço estabelecido para venda, que seria abaixo do valor de mercado, além do possível aumento dos valores cobrados para reserva de espaço para o produtores rurais, o que poderia afetar a política pública de abastecimento e segurança alimentar. Comerciantes, por outro lado, entendem que a privatização traria investimentos e melhoraria a oferta de serviços.
Um leilão para a venda chegou a ser marcado para o dia 22 de dezembro de 2022, porém foi suspenso para aguardar o exame das demonstrações financeiras da companhia, conforme orientação do Tribunal de Contas da União (TCU). Em maio de 2023, o Governo Federal anunciou que iria retirar a estatal do Programa Nacional de Desestatização (PND).